# 保加利亞正教會
保加利亞正教會是東正教自主教會之一，信徒主要是保加利亞人。保加利亞正教會成立於9世紀末期，是斯拉夫人的東正教會中歷史最古老的教會。現在保加利亞正教會在保加利亞國內有650萬人信徒，在其他歐洲和北美國家有100至200萬人信徒。